# مامیران بزرگ
مامیران بزرگ (نام علمی: Chelidonium majus) نام یک گونه از تیره شقایقیان است.